# Negro (heráldica)
Negro ou sable é, em heráldica, o esmalte de cor preta. Em gravuras é por vezes representado por linhas verticais e horizontais cruzadas, ou abreviado como sa..
O nome deriva do pelo negro da zibelina, um animal.
Sable representa:
- De jóias; o diamante
- De corpos celestes; Saturno

## Exemplos de utilização

### Heráldica

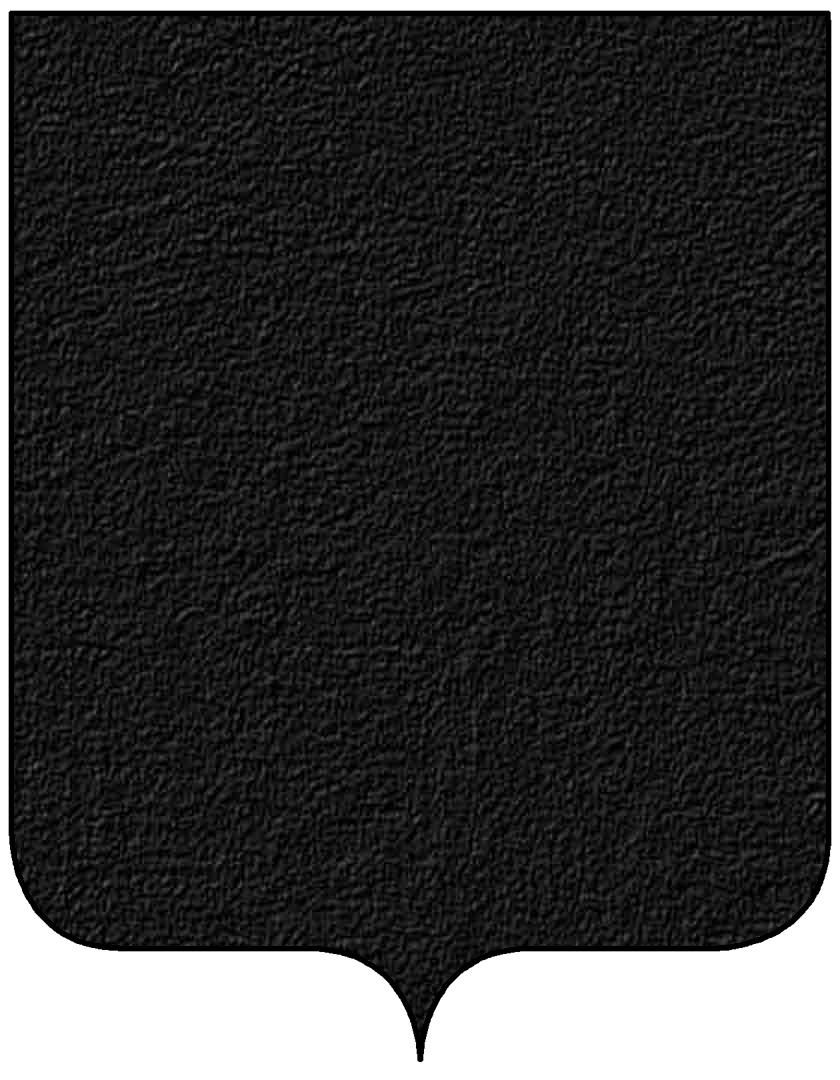
Armas da família italiana Nerii (De negro pleno)
Armas da família moldava Negruzzi (Campo de negro)
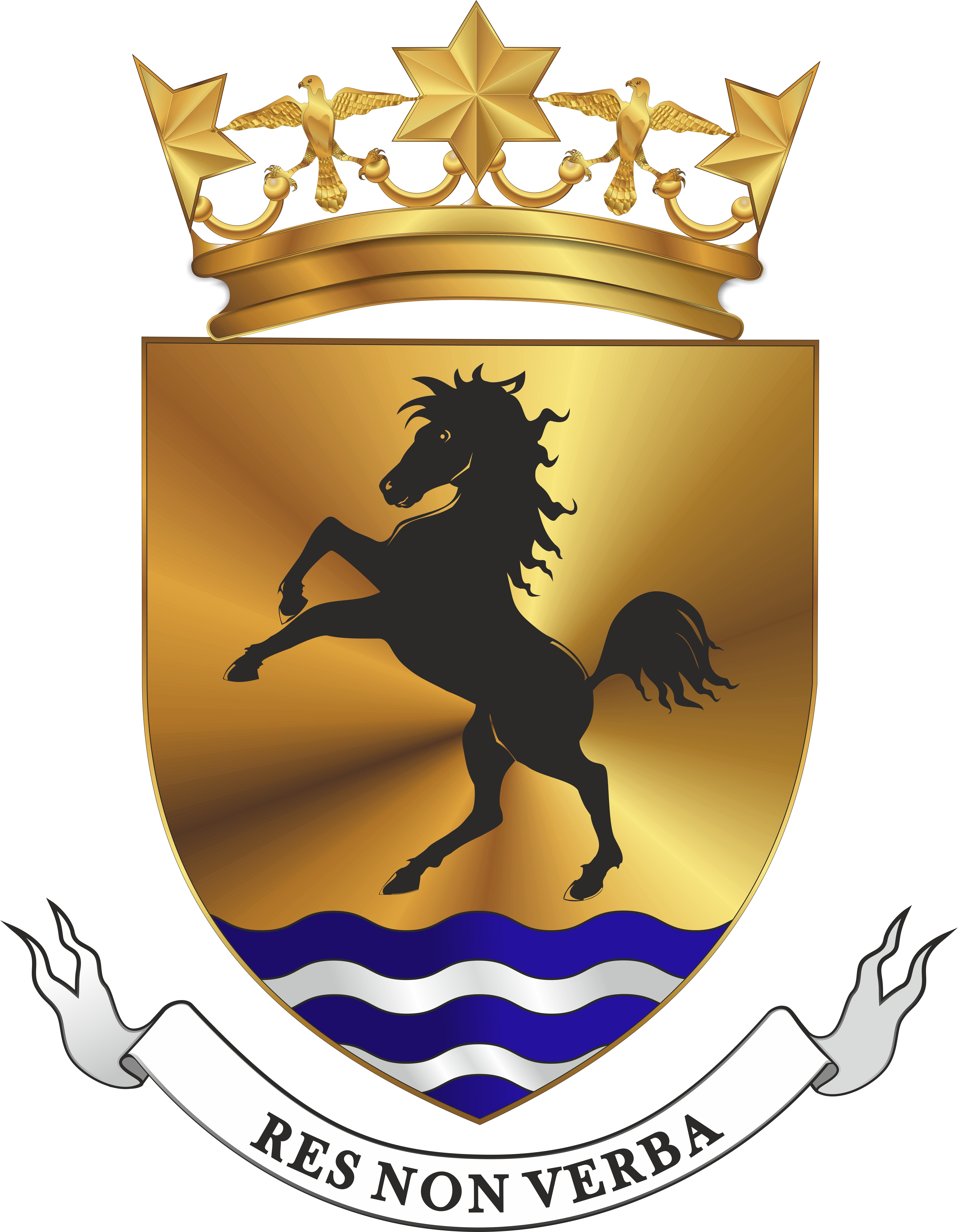
Armas da Polícia de Segurança Pública de Lisboa, Portugal (Cavalo empinado de negro)
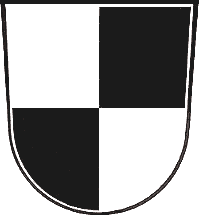
Armas da cidade de Bad Berneck, Alemanha
(Esquartelado, os quarteis II e III de negro)

### Vexilologia
- Bandeira do Estado de São Paulo
- Bandeira de Lisboa
- Bandeira da comuna de Madulain
- Bandeira das Forças de Defesa Irlandesas